# Sloanea multiflora
Sloanea multiflora är en tvåhjärtbladig växtart som beskrevs av Karst.. Sloanea multiflora ingår i släktet Sloanea och familjen Elaeocarpaceae. Inga underarter finns listade i Catalogue of Life.